# كيفن كينغ (لاعب كرة قاعدة)
كيفن كينغ (بالإنجليزية: Kevin King)‏ هو لاعب كرة قاعدة أمريكي، ولد في 11 فبراير 1969 في أتووتر في الولايات المتحدة.

## وصلات خارجية
- كيفن كينغ على موقعبيزبول رفرنس.كوم (الدوري الرئيسي) (الإنجليزية)
- كيفن كينغ على موقعبيزبول رفرنس.كوم (الدوري الثانوي) (الإنجليزية)